# Halcon
Halcon (Eigenschreibweise: HALCON) ist eine proprietäre Programmbibliothek mit Algorithmen für die Bildverarbeitung und maschinelles Sehen.
Die Software wird von dem Münchener Unternehmen MVTec entwickelt. MVTec entstand 1996 als Ausgründung von ehemaligen Mitarbeitern des Instituts für Informatik der Technischen Universität München.
Die Halcon-Bibliothek stellt mehr als 2200 verschiedene Operatoren zur Verfügung und bietet Schnittstellen zu vielen Kameras und Framegrabbern. Sie ist für den Betrieb auf Multicore-Systemen und für GPGPU ausgelegt. Es existieren Versionen für diverse eingebettete Systeme. Halcon wird überwiegend in industriellen und medizinischen Anwendungen eingesetzt. Vergleichbare proprietäre Bibliotheken sind die Cognex Vision Library und die Matrox Imaging Library.
Als IDE wird das herstellereigene HDevelop verwendet. Außerdem existiert auch eine Erweiterung für Microsoft Visual Studio.

## Anwendungsgebiete und Algorithmen
- 3D-Bildverarbeitung[2]
- OCR[3]
- flächenbasierendes/kantenbasierendes/formbasierendes Matching[4][5]
- Blob-Analyse[6]
- Kamerakalibrierung[7]
- Subpixel-genaue Vermessungen
- Morphologie[8]
- geometrische Transformationen[9]
- Code-Identifikation[10]
- Videoverarbeitung (z. B. optischer Fluss)
- Maschinelles Lernen, Deep Learning[11]
- Anomalieerkennung[12]

## Auszeichnungen
Das in Halcon verfügbare Anomalieerkennungsverfahren Global Context Anomaly Detection wurde 2023 von der Zeitschrift inVISION als eine der zehn Top-Innovationen des Jahres 2023 ausgezeichnet.